# María José Segarra
Pour les articles homonymes, voir Segarra (homonymie).
María José Segarra Crespo, née en 1963 à Madrid, est une juriste espagnole. Elle a commencé sa carrière au sein du ministère public en 1987. De 2004 à 2018, elle a été à la tête du ministère public de Séville.

## Carrière
Elle est licenciée en droit à l'Université autonome de Madrid et accède au ministère public le 14 septembre 1987, destinée à l'Audience Territoriale de Barcelone, en prêtant service dans les tribunaux de Sant Boi de Llobregat, Sabadell et Barcelone, en plus d'être la coordinatrice du Service de Mineurs. En 1993, elle est mutée à Séville, et en 2004, à 41 ans, elle devient procureur-en-chef de Séville avec Cándido Conde-Pumpido comme procureur général de l'État, devenant ainsi la deuxième procureur-en-chef plus jeune d'Espagne et la troisième femme qui obtient cette responsabilité. Elle est restée à la tête du ministère public de la province andalouse sous les deux gouvernements de José Luis Rodríguez Zapatero et ceux de Mariano Rajoy. Elle fut renouvelée pour la dernière fois en 2015 sous le mandat de Consuelo Madrigal comme procureur général. À la tête de ce ministère public, elle a affronté divers procès, dont celui de Marta del Castillo, ains que la coordination avec le parquet anticorruption concernant les ERE et Invercaria. Elle a également créé et renforcé le groupe de procureurs contre la délinquance économique, en plus de renforcer la section de Violences faites aux Femmes.
En mars 2018, elle est nommée membre du Conseil du Ministère Public, occupant l'une des neuf places de membres de l'organe consultatif qui conseille le procureur général de l'État. Au cours de sa candidature, soutenue par l'Union Progressiste des Procureurs, elle a souligné l'importance du déploiement territorial des ministères publics, le développement digital et a dénoncé le manque d'effectifs dans les greffes des ministères publics.
Le 15 juin 2018, elle est désignée par le conseil des ministres comme procureur général de l'État en remplacement de Julián Sánchez Melgar. La nomination de Segarra a été confirmée par le Conseil général du pouvoir judiciaire. Elle est nommée le 29 juin et prête serment devant le roi le 3 juillet 2018,.
Elle appartient à l'Union Progressiste des Procureurs (UPF), à tendance progressiste.